# Iglesia de San Esteban (Soria)
La Iglesia de San Esteban era una iglesia románica que poseía la ciudad de Soria (España). Se situaba en la Plaza de San Esteban y fue derribada en 1804.

## Historia
La Iglesia de San Esteban fue una de las 35 parroquias que aparecía en el censo de Alfonso X en 1270. Aquí celebraban sus juntas los miembros del linaje Santisteban. Fue anexionada a San Juan de Rabanera y demolida en 1804, empleándose su piedra para la reparación de algunas puertas de la muralla.
La imagen que se encontraba en su altar mayor, actualmente es propiedad de la de la iglesia de Nuestra Señora del Espino, donde se venera. Es curiosa su historia ya que existen dos casi iguales. La otra imagen es propiedad, como todas las de las Fiestas de San Juan, de su Cuadrilla. Hace no mucho tiempo, un cura párroco hizo el cambio que pudo remediarse.

## Descripción
Se hallaba en el Collado, en la plaza que lleva su nombre. Era de fábrica románica, aunque a lo largo del siglo XVI sufrió profundas modificaciones, con el añadido de algunas capillas, como las fundadas por Antonio Beltrán y su mujer María de Rivera, la del escribano Rodrigo de Ríos, la de los Rodríguez de Barnuevo (llamada capilla de San Prudencio), etc.
Con motivo de la construcción de un aparcamiento subterráneo se llevó a cabo, entre 1990 y 1991, una excavación arqueológica en esta plaza y en la contigua del Olivo. La localización de dos muros de mampostería formando ángulo, con una altura media conservada de 1 m. y una anchura de 90 cm., se interpretó como posiblemente pertenecientes a la vieja iglesia. Asimismo se localizó la necrópolis asociada, de la que se exhumaron veintidós enterramientos, generalmente dispuestos en sepulturas de lajas con cabecera monolítica semicircular y contiguo a todo ello, ya en la plaza del Olivo, una interesante estructura circular, con cúpula, identificada como un pozo de nieve.